# Castelo de Tintagel
O castelo de Tintagel (em córnico: Dintagel) é uma fortificação medieval situada na península da Ilha de Tintagel, nas proximidades da vila de mesmo nome, ao norte da Cornualha, no Reino Unido. Acredita-se que a área tenha sido ocupada durante o período romano-britânico, uma vez que diversos artefatos datados dessa época foram encontrados na região. No entanto, até o momento, não há comprovação da existência de uma estrutura romana no local. Durante o início da Idade Média, o sítio foi habitado, possivelmente servindo como uma das residências sazonais do rei regional da Dumnônia. No século XIII, Ricardo, 1.º Conde da Cornualha, construiu um castelo no local, que, posteriormente, entrou em declínio e ruína.
As primeiras investigações arqueológicas no Castelo de Tintagel tiveram início no século XIX, quando o local se tornou uma atração turística, com visitantes interessados nas ruínas do castelo de Ricardo. Na década de 1930, escavações revelaram vestígios significativos de um assentamento de alto status anterior, com fortes laços comerciais com o mundo mediterrâneo durante o fim do período romano. Entre 2016 e 2017, novas escavações descobriram os contornos de um palácio do século V ou VI, com evidências de escrita e de comércio com a Espanha e o leste do Mediterrâneo. A Unidade Arqueológica da Cornualha deu início a um projeto de cinco anos, com previsão de conclusão em 2021. Antes mesmo da publicação do relatório final, os achados arqueológicos despertaram grande interesse, gerando dois programas de televisão exibidos em 2018 ou 2019: um pela BBC, no Reino Unido, e outro pela PBS, nos Estados Unidos.
O castelo é amplamente associado às lendas do Rei Artur, registradas pela primeira vez no século XII por Godofredo de Monmouth em sua obra Historia Regum Britanniae. Godofredo descreveu Tintagel como o local da concepção de Artur, alegando que o Rei Uther Pendragon, disfarçado por meio da magia de Merlim, tomou a aparência de Gorlois, Duque da Cornualha, para se aproximar de Igraine, mãe de Artur.
Desde meados do século XIX, o castelo de Tintagel tem sido um importante destino turístico. Embora a propriedade pertença a Guilherme, Príncipe de Gales, como parte do Ducado da Cornualha, sua administração é responsabilidade da organização English Heritage.

## História

### Período romano-britânico
No século I, o sul da Bretanha foi invadido e ocupado pelo Império Romano. A região que corresponde à atual Cornualha foi incorporada à administração romana como parte da civitas Dumnoniorum, assim nomeada em referência à tribo britânica local, conhecida pelos romanos como dumnônios. Naquela época, o extremo sudoeste da Bretanha era considerado "remoto, pouco povoado... e, portanto, de pouca importância [para as autoridades romanas], até que, no século III, a indústria local de extração de estanho chamou a atenção". Arqueólogos identificaram cinco marcos viários da época romano-britânica na Cornualha, dois dos quais situados nas proximidades de Tintagel, sugerindo a existência de uma estrada que passava pela região.
Em 1993, o historiador e arqueólogo da Cornualha, Charles Thomas, observou que "até o momento, nenhuma estrutura escavada na Ilha de Tintagel... pode ser identificada como um assentamento do período romano, seja de camponeses nativos ou de outra natureza". No entanto, foi encontrada no local uma quantidade significativa de cerâmica de estilo romano-britânico, além de uma bolsa de couro com cordão, de design romano, contendo dez moedas de baixa denominação, datadas dos reinados de Tétrico I (270–272) e Constâncio II (337–361). Esses achados indicam que "à primeira vista... ou a Ilha ou a área continental onde futuramente seria construído o castelo (ou ambas...) foram habitadas nos séculos III e IV", ainda que não tenha sido encontrada evidência de edificações desse período. Thomas também destacou que alguns dos achados pós-romanos, obtidos nas escavações realizadas entre 1933 e 1938, estavam próximos ao Portão de Ferro, uma estrutura que guarda o acesso ao planalto a partir da enseada adjacente. Ele sugere que as embarcações que transportavam esses produtos poderiam ter desembarcado nessa enseada, em vez da perigosa praia de Tintagel Haven.

### Período medieval inicial
O controle romano na Bretanha do sul entrou em colapso após a queda do Império Romano Ocidental, no início do século V, resultando na fragmentação da região em vários reinos distintos, cada um sob a liderança de um chefe ou rei. O antigo distrito romano da civitas Dumnoniorum parece ter se transformado no Reino da Dumnônia, que possivelmente foi governado por uma monarquia própria durante este período inicial da Idade Média, entre os séculos V e VIII. Nesse contexto regional, a ocupação do Castelo de Tintagel continuou, caracterizando o que os arqueólogos denominam de Período II do local. No entanto, há algumas divergências entre os arqueólogos sobre a utilização da Ilha de Tintagel durante esse período. Em meados do século XX, prevalecia a crença de que havia um mosteiro cristão celta na localidade; contudo, "desde cerca de 1980... essa tese... teve que ser abandonada", levando os arqueólogos a acreditarem que, na verdade, tratava-se de um assentamento de elite habitado por um poderoso senhor de guerra local ou até mesmo pela realeza dumnoniana.
O arqueólogo de Devon, Ralegh Radford, conduziu escavações no local entre 1933 e 1938 e foi pioneiro na hipótese de que o castelo de Tintagel havia funcionado como um mosteiro durante o Período II. Essa conclusão foi baseada em semelhanças observadas entre as estruturas do castelo, datadas da alta Idade Média, e aquelas do mosteiro do século VII localizado na Abadia de Whitby, em North Yorkshire.
Contudo, essa perspectiva não é mais aceita pelos arqueólogos, que agora acreditam que o local se configurava como um assentamento de elite no período inicial da Idade Média, habitado pela realeza dumnoniana e seu séquito. O arqueólogo e historiador Charles Thomas argumentava que essa nobreza não permanecia em Tintagel durante todo o ano, mas sim se deslocava, afirmando que "um rei típico, acompanhado de sua família, parentes, dependentes, reféns residentes, oficiais e seguidores da corte, além de uma milícia privada ou grupo de guerreiros — totalizando provavelmente entre cem e trezentas pessoas no mínimo — movimentava-se com seu séquito; pelo menos quando não estavam envolvidos em campanhas intertribais ou na defesa contra invasores e saqueadores." Durante esse período, o local também se tornou mais defensável, com a construção de um grande fosso na entrada da península, que restringia o acesso a uma estreita trilha.

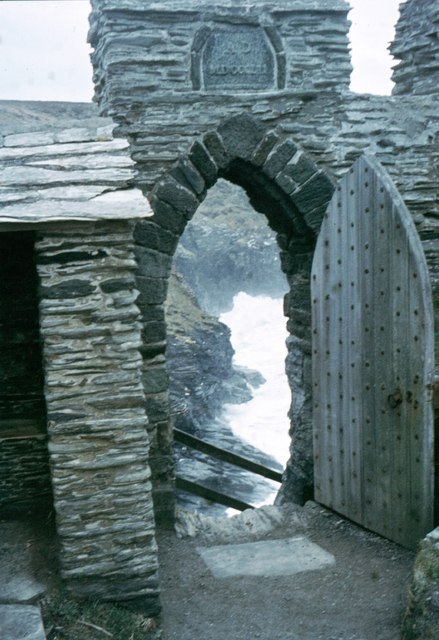
O Muro do pátio vitoriano

Diversos itens de luxo datados desse período foram encontrados no local, incluindo cerâmica de escorva vermelha africana e fócea, que havia sido comercializada a partir do Mediterrâneo. Ao analisar essa cerâmica, Charles Thomas observou que "a quantidade de cerâmica importada de Tintagel era dramaticamente maior do que a de qualquer outro local datado entre 450 e 600 na Bretanha ou na Irlanda". Ele acrescentou que a quantidade de cerâmica importada de Tintagel era "superior ao total combinado de toda a cerâmica desse tipo proveniente de todos os locais conhecidos [desse período na Bretanha e na Irlanda]; e, considerando que apenas cerca de 5% da superfície acessível da Ilha foi escavada ou examinada, o total original de importações pode muito bem ter sido equivalente a um ou mais carregamentos completos de navios, com embarcações individuais possivelmente transportando uma carga de seis a setecentas ânforas." Essa evidência levou Thomas a concluir que Tintagel era um ponto de atracação para navios que descarregavam suas cargas provenientes do sul da Europa durante o período inicial da Idade Média.
Escavações arqueológicas realizadas pela Unidade Arqueológica da Cornualha, com financiamento da English Heritage, em 2016 e 2017 no castelo de Tintagel, revelaram os contornos de um palácio do século V ou VI, além de fragmentos de ânforas e ardósia com inscrições, refutando a noção de que a população desse período, após a queda do Império Romano, não possuía habilidades de leitura ou escrita. O projeto de cinco anos espera concluir e publicar um relatório em 2021. Um dos achados foi brevemente descrito em um artigo e está em exibição no local, sob a administração da English Heritage. As descobertas despertaram grande interesse por suas implicações sobre a Alta Idade Média na Cornualha após a queda do Império Romano. O local da escavação foi abordado em um programa de televisão que apresentou novas teorias sobre a Bretanha medieval inicial, exibido pela primeira vez nos Estados Unidos em 2019. A BBC também apresentou um documentário em 2018 sobre os achados nesse local de escavação.

### Período medieval tardio e períodos modernos

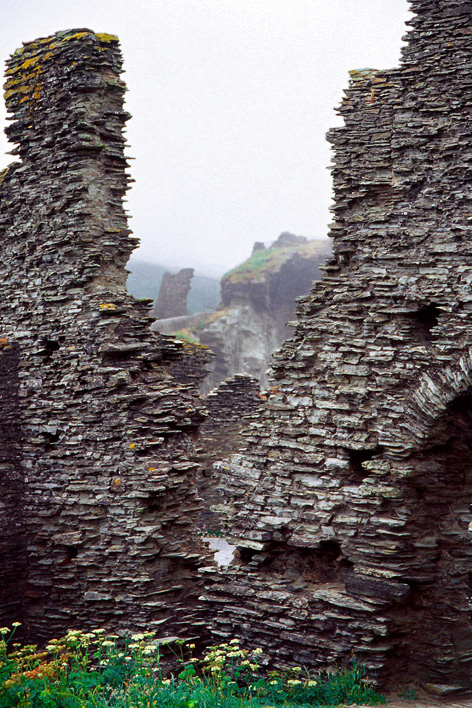
Ruínas do castelo em 2005

Em 1225, Ricardo, 1.º Conde da Cornualha, negociou com Gervase de Tintagel, trocando as terras de Merthen (originalmente parte do feudo de Winnianton) pelo castelo de Tintagel. Um castelo foi construído no local pelo conde em 1233 para estabelecer uma conexão com as lendas arturianas que Godofredo de Monmouth associou à área e porque era visto como o local tradicional para os reis da Cornualha. O castelo foi construído em um estilo mais antiquado para a época, a fim de parecer mais antigo. No entanto, a datação ao período do Ricardo superou a interpretação de Ralegh Radford, que atribuía os primeiros elementos do castelo ao conde Reginald de Dunstanville e elementos posteriores ao conde Ricardo.
João Holanda, 1.º Duque de Exeter, foi nomeado conde do Castelo de Tintagel em 1389. Após Ricardo, os seguintes condes da Cornualha não se interessaram pelo castelo, e ele foi deixado sob a responsabilidade do Alto Xerife da Cornualha. Partes da acomodação foram usadas como prisão e a terra foi alugada para pastagem. O castelo tornou-se cada vez mais dilapidado, e o telhado foi removido do Grande Salão na década de 1330. Depois disso, o tornou-se cada vez mais em ruínas, sofrendo danos progressivos pela erosão do istmo que o unia ao continente. John Leland visitou o local no início da década de 1540 e encontrou uma ponte improvisada de troncos de árvore que dava acesso à ilha. A Inglaterra foi ameaçada de invasão pela Espanha na década de 1580, e as defesas foram reforçadas no Portão de Ferro. O feudo de Tintagel estava entre aqueles apreendidos pelo governo da Comunidade da Inglaterra na década de 1650, retornando ao ducado após a restauração de 1660. A locação para pastagem de ovelhas continuou até o século XIX.

### Séculos XIX e XX
Durante a era vitoriana, houve um grande fascínio pelas lendas arturianas, o que transformou as ruínas do castelo em um popular destino turístico. A moderna vila de Tintagel era anteriormente conhecida como Trevena até a década de 1850, quando o Correio decidiu utilizar o nome da paróquia em vez do nome da vila. Tintagel refere-se apenas ao nome do promontório; Tintagel Head é, na verdade, o ponto extremo sudoeste da Ilha do castelo, e as ruínas do mesmo se situam parcialmente na ilha e parcialmente no continente adjacente. A extremidade da ilha voltada para o mar é chamada de Pen Diu, que significa "Cabeça Preta".
O Rev. R. B. Kinsman (falecido em 1894) exerceu a função de conde honorário e foi responsável pela construção do muro do pátio, além de ter contratado um guia para conduzir os visitantes ao castelo. Até a sua época, os degraus de ambos os lados do istmo eram inseguros, embora o plateau pudesse ser acessado por aqueles que pastoreavam ovelhas na região. A partir de 1870, uma mina de chumbo foi explorada por um breve período nas proximidades da Caverna de Merlim. No século XX, o local passou a ser mantido pelo Departamento de Obras e seus sucessores, a partir de 1929. Em 1975, o acesso pelo istmo foi aprimorado com a instalação de uma ponte de madeira.
No final do século XIX e início do século XX, apenas a capela havia sido escavada, levando à disseminação de teorias, como a de que o jardim era um cemitério e que a Impressão do Pé do Rei Artur era um local onde o rei teria saltado para o continente. A "Impressão do Pé do Rei Artur" consiste em uma cavidade na rocha situada no ponto mais elevado do lado sul da Ilha de Tintagel. Essa cavidade não é inteiramente natural, tendo sido moldada por intervenção humana em algum momento. É possível que tenha sido utilizada para a cerimônia de coroação de reis ou chefes, dada a longa história do local que remonta à Idade das Trevas.
Em 1999, surgiu certa controvérsia em relação ao castelo de Tintagel e a outros locais na Cornualha sob a administração da English Heritage. Membros do grupo de pressão Revived Cornish Stannary Parliament removeram várias placas, manifestando-se contra o uso do nome English Heritage, alegando que a Cornualha é, por direito, uma nação independente. Três indivíduos envolvidos na remoção das placas foram condenados a pagar 500 libras esterlinas cada um e a indenizar a English Heritage em 4.500 libras esterlinas.

### Século XXI

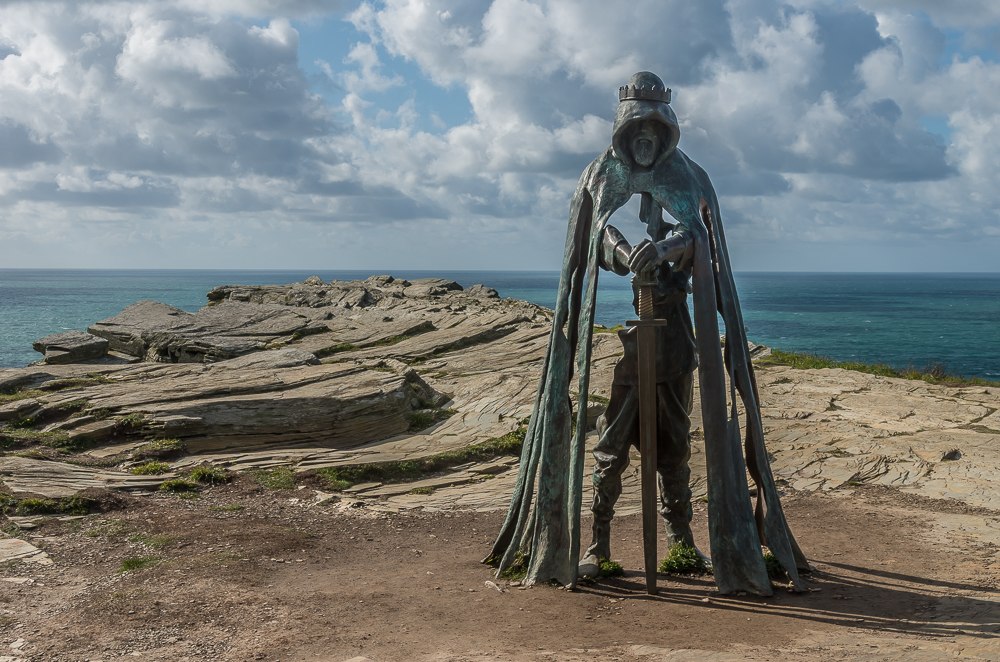
Gallos, escultura de Rubin Eynon.

Entre 2015 e 2016, o artista Peter Graham esculpiu um rosto barbudo de aproximadamente trinta centímetros, representando Merlim, em uma rocha próxima à caverna conhecida como Caverna de Merlin, nomeada em referência à sua menção nos Idílios do rei, de Alfred Tennyson. Esta escultura foi parte de um projeto da English Heritage para "reimaginar a história e as lendas de Tintagel em toda a ilha". O projeto também incluiu uma escultura de bússola que faz alusão à Távola Redonda, além de uma estátua em tamanho real chamada Gallos, criada por Rubin Eynon. A palavra "Gallos", em córnico, significa "poder" e possui um significado deliberadamente ambíguo, pois a estátua poderia representar tanto o Rei Artur quanto a história mais antiga de Tintagel. Um conselheiro local criticou a English Heritage por degradar a arqueologia e a paisagem do local, embora muitas pessoas da região tenham expressado satisfação com a nova imagem.
Em 2017, foram aprovados os planos para a construção de uma ponte de pedestres em balanço, que ligaria a Ilha de Tintagel ao continente. Projetada por Ney & Partners e William Matthews Associates, a ponte foi concebida para evocar a espada de Artur e foi inaugurada ao público em 11 de agosto de 2019. A Ponte do castelo de Tintagel foi laureada com o prêmio do Instituto Real de Arquitetos Britânicos em 2021.
Em setembro de 2022, a English Heritage identificou o castelo de Tintagel como um dos seis locais em risco de destruição devido à erosão costeira, cuja taxa, segundo eles, aumentou nos últimos anos em razão do elevação do nível do mar e da frequência das tempestades. Historicamente, porções do complexo do castelo caíram no mar, mas, até 2022, a erosão já havia atingido a frente do centro de visitantes, resultando na queda de partes de um caminho costeiro e de uma área de observação no mar.